# Liste der Naturdenkmale in Abentheuer
Die Liste der Naturdenkmale in Abentheuer nennt die im Gemeindegebiet von Abentheuer ausgewiesenen Naturdenkmale (Stand 15. Juli 2013).

## Naturdenkmale
| Nr.         | Bezeichnung | Lage                                               | Beschreibung  | Bild                                    |
| ----------- | ----------- | -------------------------------------------------- | ------------- | --------------------------------------- |
| ND-7134-393 | Eiche       | westlich des Ortes; Abteilung Baumstück Lage       | Quercus sp.   | Fotos hochladen                         |
| ND-7134-399 | Eiche       | westlich des Ortes; Abteilung In der Beil Lage     | Quercus sp.   | Direkt Bild zu diesem Denkmal hochladen |
|             | Beilfels    | nordwestlich des Ortes; Abteilung In der Beil Lage | Felsformation | Fotos hochladen                         |
|             | Minnafelsen | nordwestlich des Ortes; Abteilung In der Beil Lage | Felsformation | Fotos hochladen                         |
|             | Eiche       | nordwestlich des Ortes; Abteilung In der Beil Lage | Quercus sp.   | Fotos hochladen                         |